# Levinella prolifera
Levinella prolifera är en svampdjursart som först beskrevs av Arthur Dendy 1913.  Levinella prolifera ingår i släktet Levinella och familjen Levinellidae. Inga underarter finns listade i Catalogue of Life.